# Temnoscheila caerulea
Temnoscheila caerulea är en skalbaggsart som först beskrevs av Olivier 1790.  Temnoscheila caerulea ingår i släktet Temnoscheila, och familjen flatbaggar. Artens livsmiljö är skogslandskap.